# 得利影視
得利影視股份有限公司（簡稱得利影視、得利影、DM），是一家於全球經營視聽軟體、電影發行、影音等業務的公司，1995年創立，現時為中環股份有限公司旗下公司。

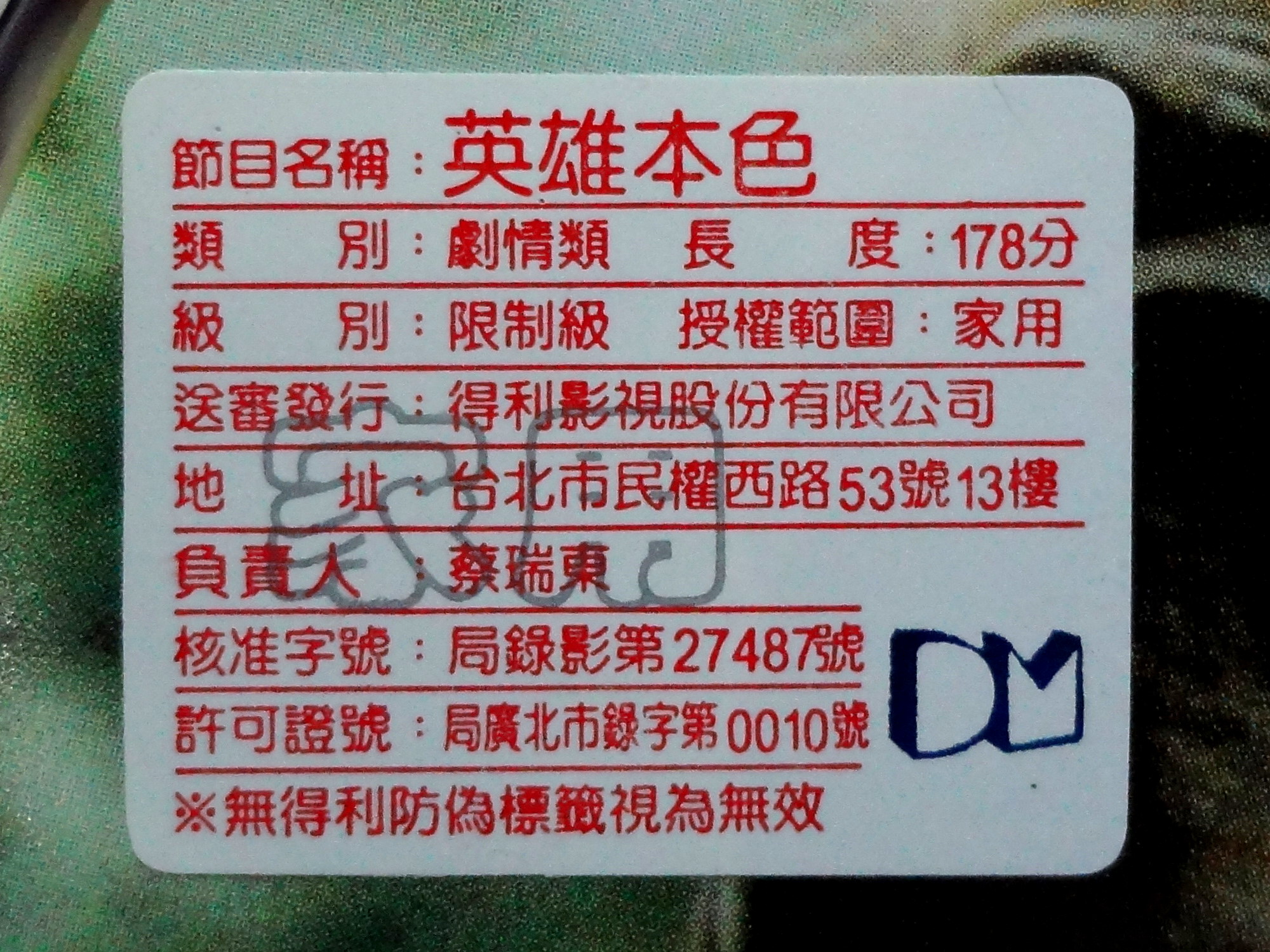
得利影視影片規格標籤實例

從VCD、DVD-Video到藍光光碟時代，得利影視為美國八大片商影片在台灣的發行公司，合作片商包含華納兄弟、華特迪士尼公司、二十世紀影業、米高梅、索尼影業、派拉蒙、環球、夢工廠、吉卜力工作室、英國廣播公司、中藝國際影視等等。另外，得利影視也積極拓展獨立影片及劇集之投資與購買業務。而因應數位時代來臨，得利影視也積極爭取國內外各片商的數位影音版權，轉授權給台灣OTT、IPTV市場，充分將影片版權價值極大化。得利影視亦推廣UGC(User Generated Content)數位平台，並於2014年7月推出「in微創」。。
2012年6月25日，得利影視宣佈與日本Culture Convenience Club（CCC）進行策略聯盟，CCC以私募方式投資得利影視新台幣2.44億元並取得33.4%股權，雙方未來將在跨國影音娛樂方面進行合作。得利影視擴大其事業版圖，跨足文化及餐飲產業，2017年1月24日TSUTAYA BOOKSTORE and Wired cafe於統一時代百貨台北店5樓開幕。

## 香港業務 （已終止）
香港方面，得利影視於1998年成立「得利影視（香港）股份有限公司」〔Deltamac (Hong Kong) Co., Ltd.〕，擁有二十世紀霍士、美高梅、華納兄弟及英國廣播公司之家庭影視產品獨家發行權；亦獲得HIT Entertainment主要品牌影視產品之獨家發行權，包括《湯瑪士小火車》、《建築師巴布》及《企鵝家族》。2002年，簽下《魔戒三部曲》電影及影視產品獨家發行權；其後致力搜羅不同類型的電影以饗觀眾，包括《娛樂大亨》、《小飛俠前傳之魔幻童心》、《恐懼鬥室》系列及《地球毀滅密碼》；更引進不同國家出品的高質素電影，包括《潛水鐘與蝴蝶》、《我愛巴黎》及《給康城的情書》等。
然而2019年5月6日，得利影視公告，董事會決議通過得利影視（香港）辦理解散清算。2019年8月，得利影視（香港）向零售商發出電郵通知，由於經濟環境及影碟發行業市場萎縮，得利影視董事會決定於2019年12月31日結束香港業務。

## 外部連結
- 得利影視台灣官方網站 （页面存档备份，存于）（繁體中文）
- 得利影視娛樂網 （页面存档备份，存于）（繁體中文）
- 得利影視情報站的Facebook專頁